# ヴォイコヴィツェ・ナド・オフルジー - キセルカ線
ヴォイコヴィツェ・ナド・オフルジー - キセルカ線（チェコ語;Železniční trať Vojkovice nad Ohří – Kyselka）は、チェコ鉄道の鉄道線の名称である。

## 運行形態
夏季の土曜日のみ、「マットニ・エクスプレス」号が一日3往復運行される。うち1往復は、140号線と直通し、カルロヴィ・ヴァリ - ヴォイコヴィツェ - キセルカの系統で運行される。

## 駅一覧
以下では、ヴォイコヴィツェ・ナド・オフルジー - キセルカ線の駅と営業キロ、停車列車、接続路線などを一覧表で示す。全て各駅停車である。
| 路線名     | 駅名                                 | 駅間営業キロ | 累計営業キロ | 接続路線                        | 所在地               | 所在地               |
| ---------- | ------------------------------------ | ------------ | ------------ | ------------------------------- | -------------------- | -------------------- |
|            | ヴォイコヴィツェ・ナド・オフルジー駅 | -            | 0.0          | 140号線（ヘブ方面、モスト方面） | カルロヴィ・ヴァリ県 | カルロヴィ・ヴァリ郡 |
| キセルカ駅 | 8.7                                  | 8.7          |              |                                 | カルロヴィ・ヴァリ県 | カルロヴィ・ヴァリ郡 |